# Pacaembu
Pacaembu este un oraș în São Paulo (SP), Brazilia.